# Moncioni
Moncioni is een plaats (frazione) in de Italiaanse gemeente Montevarchi.